# Delina cepelaki
Delina cepelaki är en tvåvingeart som först beskrevs av Walter Paul Teschner 1978.  Delina cepelaki ingår i släktet Delina och familjen kolvflugor. Inga underarter finns listade i Catalogue of Life.